# Масахару Хомма
Масахару Хомма (яп. 本間雅晴; 27 листопада 1888, Садо, Японська імперія — 3 квітня 1946, Лос-Баньйос, Філіппіни) — японський воєначальник, генерал-лейтенант Імперської армії (1938).

## Біографія
В 1907 році закінчив військову академію, в 1914 році — Вищу військову академію. Учасником Першої світової війни, командир батальйону.
В 1930/32 роках — військовий аташе в Лондоні. В 1932-/33 роках — прес-аташе Військового міністерства. З 1933 року — командир 1-го піхотного полку. В 1935/36 роках командував 32-ю бригадою. В 1936 році був переведений в Генштаб, в 1937/38 роках — начальник 2-го управління. Неодноразово консультував фахівців Генштабу, брав участь у плануванні воєнних операцій.
З 1938 року командував 27-ю піхотною дивізією в Китаї, з грудня 1940 року — Тайванською армією, з 6 листопада 1941 року — 14-ю армією, яка брала участь в окупації Філіппін. За кілька днів після нападу на Перл-Гарбор висадився на острові Лусон. Вирішивши взяти Манілу, Хомма, який не мав досвіду керівництва подібними операціями, діяв нерішуче і втратив час, давши можливість американцям зміцнити позиції. 2 січня 1942 року його війська вступили в Манілу, а 9 січня він почав наступ на півострові Батаан, під час якого втягнувся у тривалі тяжкі бої, зазнаючи великих втрат. В лютому 1942 року командування звинуватило Хомму в некомпетентності і фактично відсторонило його з посади, а керівництво операцією було доручено генералу Ямашіта Томоюкі. В квітні 1942 року американські війська (близько 70 000 осіб) капітулювали. Полонені, направлені в табори, були змушені здійснити тривалий і виснажливий перехід по суші, який отримав назву «Марш Смерті з Баатану». 29 червня 1942 Хомма був офіційно замінений генералом Сігенорі Курода. З вересні 1942 року — особистий радник принца Коное Фумімаро.
У вересні 1945 року Хомма був заарештований в Токіо. Після закінчення війни він був звинувачений у розстрілах американських військовополонених на Філіппінах і засуджений судом у Манілі до смертної кари. Розстріляний.

## Нагороди
- Воєнний Хрест (Велика Британія) (серпень 1918)
- Військова медаль 1914-1920
- Медаль Перемоги
- Орден Вранішнього Сонця
  - 3-го класу (29 квітня 1934)
  - 1-го класу (29 квітня 1940)
- Орден Священного скарбу
  - 2-го класу (9 липня 1938)
  - 1-го класу (9 листопада 1940)
- Медаль Китайського інциденту 1937
- Орден Заслуг німецького орла 1-го класу (18 січня 1940)